# 黎鋒英
黎鋒英（1975年1月23日—）為台灣舉重運動員，出生於湖南省資興市。

## 生平
黎鋒英從13歲起開始練習舉重，被选人郴州业余体校随启蒙教练员王翔练习举重。1990年调入湖南省女子举重队。1993年，黎锋英在亚洲举重锦标赛中认识了中华台北队教练钟永吉，两年后与其结婚，并宣布退役。黎鋒英以優秀運動員身份申請台湾地区居留权。
1997年黎锋英复出，并代表中华台北参加了亚洲运动会和世界举重锦标赛。1998年，女儿出生一个月后，黎鋒英即开始训练，取得1998年亚洲运动会銀牌。1999年世界舉重錦標賽53公斤級以215公斤獲得金牌。她在2000年雪梨奧運中代表中華台北出賽，最後奪得女子舉重53公斤級銀牌，並在抓舉項目打破世界紀錄（97.5公斤），雖然隨後再度被中國的楊霞（100公斤）所打破。黎鋒英在2001年世界舉重錦標賽53公斤級以210公斤獲得金牌。
2003年，黎锋英在加拿大溫哥華舉行世界舉重錦標賽中受傷，造成左膝髕骨韌帶斷裂，不及參加2004年雅典奧運。她在2004年退休後取得碩士學位，2008年起擔任高雄市岡山區前峰國中舉重隊教練。

## 成績
- 1994年世界舉重錦標賽銀牌
- 1998年曼谷亞運銀牌
- 1999年亞洲舉重錦標賽金牌
- 1999年世界舉重錦標賽金牌
- 2001年世界舉重錦標賽金牌